# ナデジダ・トカチェンコ
ナデジダ・トカチェンコ（ロシア語: Надежда Ткаченко、ローマ字:Nadezhda Tkachenko、1948年9月19日 - ）は、ソビエト連邦の陸上競技選手。1970年代に五種競技を中心に活躍した選手。1980年モスクワオリンピックの金メダリストである。ソ連のウクライナ・ソビエト社会主義共和国ポルタヴァ州クレメンチューク出身。

## 経歴
トカチェンコは、五種競技の選手として、1972年ミュンヘンオリンピックで国際大会にデビュー。この大会では4370ポイントで9位という結果に終わっている。しかし、1973年のユニバーシアードで優勝すると、1974年のヨーロッパ選手権でも、4776ポイントで、東ドイツのブルクリンデ・ポラックらをおさえて金メダルを獲得した。
トカチェンコは、1976年モントリオールオリンピックでは、この大会吹き荒れた東ドイツ旋風のあおりを受け、ジーグルン・ジーグル、クリスティン・ラーザー、ポラックとメダルを独占した東ドイツ勢、そして同じソ連のリュドミラ・ポポフスカヤに次いで5位に終わった。
1977年に、五種競技の種目構成について、それまで最終種目の200mが800mへと一部変更されたことから、スプリント種目に強かった東ドイツ勢に比べてトカチェンコに有利な構成となった。1978年のプラハで開催されたヨーロッパ選手権では4744ポイントで2位となったが、1位のハンガリーのマルギット・パップがドーピングのため失格したため、トカチェンコは大会2連覇を達成した。
そして、1980年のモスクワオリンピックでは、トカチェンコは5083ポイントと世界新記録を達成し金メダルを獲得。前回の東ドイツ勢の表彰台独占に代わり、オルガ・ルカビシュニコワ、オルガ・クラギナとともにソ連勢で表彰台を独占した。

## 主な実績
| 年   | 大会                 | 場所                     | 種目     | 結果 | 記録   |
| ---- | -------------------- | ------------------------ | -------- | ---- | ------ |
| 1972 | オリンピック         | ミュンヘン(西ドイツ)     | 五種競技 | 9位  | 4370pt |
| 1973 | ユニバーシアード     | モスクワ(ソビエト連邦)   | 五種競技 | 1位  | 4629pt |
| 1974 | ヨーロッパ陸上選手権 | ローマ(イタリア)         | 五種競技 | 1位  | 4776pt |
| 1976 | オリンピック         | モントリオール(カナダ)   | 五種競技 | 5位  | 4669pt |
| 1978 | ヨーロッパ陸上選手権 | プラハ(チェコスロバキア) | 五種競技 | 1位  | 4744pt |
| 1980 | オリンピック         | モスクワ(ソビエト連邦)   | 五種競技 | 1位  | 5083pt |